# Liste der Bodendenkmäler in Plankenfels
Auf dieser Seite sind die Bodendenkmäler in der oberfränkischen Gemeinde Plankenfels zusammengestellt. Diese Tabelle ist eine Teilliste der Liste der Bodendenkmäler in Bayern. Grundlage ist die Bayerische Denkmalliste, die auf Basis des Bayerischen Denkmalschutzgesetzes vom 1. Oktober 1973 erstmals erstellt wurde und seither durch das Bayerische Landesamt für Denkmalpflege geführt wird. Die folgenden Angaben ersetzen nicht die rechtsverbindliche Auskunft der Denkmalschutzbehörde.

## Bodendenkmäler der Gemeinde Plankenfels

### Bodendenkmäler in der Gemarkung Plankenfels
| Lage                   | Objekt | Akten-Nr.     | Bild |
| ---------------------- | --- | ------------- | ---- |
| Plankenfels (Standort) | Höhle mit Funden der Rössener Kultur und der Stichbandkeramik.                                                      | D-4-6034-0035 |      |
| Plankenfels (Standort) | Höhle mit Funden der Rössener und der Glockenbecherkultur.                                                          | D-4-6133-0063 |      |
| Plankenfels (Standort) | Freilandstation des Mesolithikums und Siedlung des Neolithikums.                                                    | D-4-6133-0199 |      |
| Plankenfels (Standort) | Befunde des Mittelalters und der frühen Neuzeit im Bereich der ehemalige Burg Wadendorf. Siehe auch: Burg Wadendorf | D-4-6133-0283 |      |
| Plankenfels (Standort) | Mittelalterlicher Burgstall Plankenstein. Siehe auch: Burgstall Plankenstein (Plankenfels)                          | D-4-6134-0001 |      |
| Plankenfels (Standort) | Endpaläolithischer oder mesolithischer Rast- und Schlagplatz.                                                       | D-4-6134-0002 |      |
| Plankenfels (Standort) | Freilandstation des späten Paläolithikums und Siedlung des Neolithikums.                                            | D-4-6134-0003 |      |
| Plankenfels (Standort) | Felsdach mit Funden der Rössener Kultur und der Urnenfelderzeit.                                                    | D-4-6134-0007 |      |
| Plankenfels (Standort) | Felsdach mit Funden des Mesolithikums, der Rössener Kultur und der Urnenfelderzeit.                                 | D-4-6134-0008 |      |
| Plankenfels (Standort) | Freilandstation des Paläolithikums und des Mesolithikums.                                                           | D-4-6134-0115 |      |
| Plankenfels (Standort) | Siedlung des Neolithikums.                                                                                          | D-4-6134-0116 |      |
| Plankenfels (Standort) | Hofwüstung des späten Mittelalters und der frühen Neuzeit.                                                          | D-4-6134-0142 |      |
| Plankenfels (Standort) | Vorgängerbau sowie Befunde des Mittelalters und der frühen Neuzeit im Bereich von Burg Plankenfels.                 | D-4-6134-0170 |      |

### Bodendenkmäler in der Gemarkung Schressendorf
| Lage                     | Objekt                                     | Akten-Nr.     | Bild |
| ------------------------ | ------------------------------------------ | ------------- | ---- |
| Schressendorf (Standort) | Grabhügel vorgeschichtlicher Zeitstellung. | D-4-6133-0062 |      |